# Подольново (Кузнецовское сельское поселение)
Подольново — деревня в Костромском районе Костромской области России. Входит в состав Кузнецовского сельского поселения.

## География
Деревня находится в юго-западной части Костромской области, в подзоне южной тайги, на правом берегу реки Орши, на расстоянии приблизительно 28 километров (по прямой) к северо-востоку от города Костромы, административного центра области и района. Абсолютная высота — 142 метра над уровнем моря.

### Климат
Климат характеризуется как умеренно континентальный, с продолжительной холодной многоснежной зимой и коротким сравнительно тёплым летом. Средняя температура воздуха самого холодного месяца (января) — −11,6 °C; самого тёплого месяца (июля) — 17,8 °C (абсолютный максимум — 37 °С). Годовое количество атмосферных осадков — 613 мм, из которых большая часть выпадает в тёплый период.

### Часовой пояс
Деревня Подольново, как и вся Костромская область, находится в часовой зоне МСК (московское время). Смещение применяемого времени относительно UTC составляет +3:00.

## Население
| 2008 | 2010 | 2014 |
| ---- | ---- | ---- |
| 3    | ↘0   | ↗2   |

### Национальный состав
Согласно результатам переписи 2002 года, в национальной структуре населения русские составляли 67 % из 3 чел., грузины — 33 %.